# 續英烈傳
《續英烈傳》，作者明代紀振倫，明萬歷刊本，五卷三十四回。敘述明朝靖難之變。明太祖朱元璋去世，太孫朱允炆繼位，國號建文。朱允炆即帝位後，開始與齊泰、黃子澄商量削藩，引起燕王朱棣不服起兵叛變之故事。

## 內容概述
太子朱標(朱元璋的長子)死後，朱元璋立皇太孫朱允炆繼位。燕王朱棣(朱元璋四子)不服，以「清君側」為名，起兵靖難之役。在姚廣的輔佐下舉兵南進，起兵反叛，以平建文帝四輔臣為名奪取天下。建文帝朱允炆出走為僧，朱棣登上帝位，為明朝第三代皇帝(公元1402年-1424年)，年號永樂，即永樂皇帝。